# قبرس ایرویز
قبرس ایرویز (انگلیسی: Cyprus Airways) شرکت هواپیمایی قبرسی است، که در سال ۲۰۱۶ تأسیس شد.